# USS LST-626
O USS LST-626 foi um navio de guerra norte-americano da classe LST que operou durante a Segunda Guerra Mundial.